# Município de Columbia (condado de Lorain, Ohio)
Localização do Ohio nos E.U.A.
O município de Columbia (em inglês: Columbia Township) é um município localizado no condado de Lorain no estado estadounidense de Ohio. No ano 2010 tinha uma população de 7040 habitantes e uma densidade populacional de 105,68 pessoas por km².

## Geografia
O município de Columbia encontra-se localizado nas coordenadas 41° 19′ 25″ N, 81° 55′ 05″ O. Segundo o Departamento do Censo dos Estados Unidos, o município tem uma superfície total de 66.61 km², da qual 66,06 km² correspondem a terra firme e (0,83 %) 0,55 km² é água.

## Demografia
Segundo o censo de 2010, tinha 7040 pessoas residindo no município de Columbia. A densidade de população era de 105,68 hab./km².